# 辻邦助
辻 邦助（つじ くにすけ、1884年（明治17年）4月1日 - 1959年（昭和34年）3月15日）は、大日本帝国陸軍軍人。最終階級は陸軍中将。功三級。

## 経歴
1884年（明治17年）、和歌山県人の辻善助の三男として同地で生まれた。陸軍士官学校第17期卒業。1930年（昭和5年）8月1日に陸軍航空兵大佐進級と同時に所沢陸軍飛行学校研究部主事に就任し、1931年（昭和6年）8月に飛行第5連隊長に転じた。1932年（昭和7年）6月に飛行第10大隊長（関東軍飛行隊）に就任し、満洲事変出動では主に偵察任務に就いた。1933年（昭和8年）12月に陸軍航空本部附となり、陸軍航空本部補給部立川支部長に就任した。
1935年（昭和10年）8月1日に陸軍少将に進級と同時に所沢陸軍飛行学校幹事に着任。1936年（昭和11年）8月に陸軍航空技術学校長に就任し、1938年（昭和13年）7月15日に陸軍中将に進級し待命、7月27日に予備役に編入された。
1947年（昭和22年）11月28日、公職追放仮指定を受けた。

## 栄典
位階
- 1938年（昭和13年）8月24日 - 正四位[4]

勲章等
- 1940年（昭和15年）8月15日 - 紀元二千六百年祝典記念章[5]